# یک ازدواج ساده
یک ازدواج ساده فیلمی کمدی عاشقانه محصول ۲۰۱۹ به کارگردانی سارا زندیه است.

## خلاصهٔ داستان
نیوشا حسینی دختر ایرانی آمریکایی که در لس آنجلس زندگی می‌کند می‌خواهد با نامزد تمام ایرانی خود ازدواج کند. بعد از اینکه نامزدی اش توسط خانواده پسر به هم زده می‌شود برای ازدواج تحت فشار مادرش قرار می گیرد ، اما وقتی عاشق الکس تالبوت، هنرمند عجیب و غریب می‌شود، برنامه‌های او از خط خارج می‌شوند. وقتی پدر و مادر مسلمان سنتی نیوشا این دو نفر را به عنوان شریک زندگی و نه زن و شوهر تشخیص می‌دهند، اصرار می‌کنند که آن‌ها به‌طور رسمی ازدواج کنند. نیوشا با بی‌میلی موافقت می‌کند و همه برای یک عروسی بزرگ ایرانی گرد هم می‌آیند اما نیوشا در روز عروسی دچار تردید شده و ازدواج را به هم میزند.